# Cărbunari
Cărbunari é uma comuna romena localizada no distrito de Caraș-Severin, na região de Banato. A comuna possui uma área de km² e sua população era de 1141 habitantes segundo o censo de 2007.